# Medina el Viejo
José Rodríguez Concepción conocido artísticamente como Medina el Viejo fue un cantaor flamenco que nació a mediados del siglo XIX, vivió durante mucho tiempo en Sevilla,  ciudad en la que actuó en diferentes cafés cantantes. Ha pasado a la posteridad por la creación de un estilo propio en el cante por peteneras que fue después adoptado por otros cantaores como Antonio Chacón, La Niña de los Peines y Pepe el de la Matrona. 
Su hijo, José Rodríguez de la Rosa, conocido como Niño de Medina (1888-1939), fue también cantaor flamenco y continuador del cante por peteneras de su padre.